# 개포도서관
개포도서관(開浦圖書館)은 대한민국 서울특별시 강남구 개포2동에 있는 도서관이다.
휴관일은 매월 2,4째 목요일과 일요일 제외 법정공휴일, 그리고 도서관이 정하는 임시 휴관일이다.

## 개방 시간
| 이용 시간    | 평일          | 평일          | 주말          | 주말          |
| ------------ | ------------- | ------------- | ------------- | ------------- |
| 세부         | 3 - 10월      | 11 - 2월      | 3 - 10월      | 11 - 2월      |
| 문헌정보실   | 09:00 - 22:00 | 09:00 - 22:00 | 09:00 - 17:00 | 09:00 - 17:00 |
| 디지털자료실 | 09:00 - 18:00 | 09:00 - 18:00 | 09:00 - 17:00 | 09:00 - 17:00 |
| 연속간행물실 | 09:00 - 18:00 | 09:00 - 18:00 | 09:00 - 17:00 | 09:00 - 17:00 |
| 어린이열람실 | 09:00 - 18:00 | 09:00 - 18:00 | 09:00 - 17:00 | 09:00 - 17:00 |
| 일반학습실   | 07:00 - 23:00 | 08:00 - 23:00 | 07:00 - 22:00 | 08:00 - 22:00 |

## 이용 안내
개포도서관에서는 도서와 전자책의 대출과 자료복사, 사회소외계층을 위한 택배대출 등을 지원하고 있다.

### 대출회원 가입하는 방법
22개 서울시립도서관 및 평생학습관의 대출증이 있는 경우에는 가입할 필요가 없다. 가입하려면 우선, 주민등록상 현재 서울시 거주 사실을 확인할 수 있어야 한다. 국가 또는 지방자치단체가 발행하는 신분증을 지참하고(아래 문단 참고), 1층 로비의, 문헌정보실 옆에 있는 '대출회원가입 PC'를 이용하여 가입서를 직접 입력하여 직원에게 확인받은 후 대출이 가능하다. (신분증의 주소와 주민등록상 주소가 다를 경우 주민등록등본 지참해야 한다)
일반인은 주민등록증 또는 운전면허증을 지참하고, 미성년자의 경우에 주민등록등본을 지참해야 한다. 서울시 이외에 거주자는 재학증명서 또는 재직증명서를 첨부해야 한다. 발급받은 대출카드를 분실 및 훼손하여 재발급 받을 때 수수료가 부과된다.(성인 1,000원, 중.고등학생 800원, 초등학생 이하 500원) 이 대출증으로 22개 서울시립도서관 및 평생학습관에서 자료를 대출할 수 있다.

### 자료 대출 및 반납에 관한 규정

도서관 현관 앞

대출을 할 경우 서울시립도서관 및 평생학습관에서 발급되는 대출증이 있어야 하며, 각 자료실에서 대출이 가능하다. 한번 대출했던 자료의 경우 반납한 후 1주일이 지나면 다시 대출할 수 있다.
반납의 경우, 각 자료실에서 반납하면 된다. 또한 도서관의 현관 출입구에 있는 무인 도서 반납기를 이용해도 된다. 단, 무인 도서 반납기 사용시 반납이 하루 미뤄질 수 있다.
- 도서자료: 1인당 최대 4권까지 대출할 수 있으며 대출기간은 14일이다. 홈페이지를 통해서 1회에 한해 1주일 연장이 가능하다.
- 전자책: 1인당 최대 3권까지 대출이 가능하며 대출기간은 7일이다.

### 반납 연체에 관한 규정
전자책은 대출기간이 넘어갈 시에 자동으로 반납되며, 도서자료는 대출기간을 넘길 경우에 이용자는 연체료납부나 대출정지 중에서 하나를 택해야 한다.
- 연체료 납부: 책 1권에 대해 1일 연체에 100원의 연체료가 부과된다. 따라서 책 3권을 2일 동안 연체하면, 3권X2일X100원=600원의 연체료가 부과된다.
- 대출 정지: 책 1권에 대해 1일 연체에 1일 동안의 대출이 정지된다. 따라서 책 3권을 2일 동안 연체하면, 3권X2일X1=6일간 대출이 정지된다.

### 도서 대출 예약
필요한 자료가 대출되어 이용이 불가능할 때 도서관 홈페이지나 도서관에서 도서 대출 예약이 가능하다. 해당 도서가 반납되면 우선적으로 그 자료를 볼 수 있다. SMS문자 발송을 통한 예약도서 알림 서비스를 지원한다. 서울시교육청 평생학습관 및 도서관에서 1인 3권까지 예약이 가능하며, 한 권의 책에 대해서 최대 3명까지 예약이 가능하다. 예약도서가 반납될 경우에 통보를 받은 이후 3일 안에 도서를 대출해야 하며, 대출하지 않으면 예약이 취소된다. 예약서비스를 남용하여 1개월간 예약을 3건 이상 취소한 경우 1개월간 예약신청서비스를 이용할 수 없다.

### 자료 복사
각 자료실에 복사기가 설치되어 있어 도서관 자료의 흑백 복사가 가능하다. 단, 저작권법에 따라 자료는 부분복사만 가능하다. 동전을 사용하며, 요금은 A4 1장에 30원이다.

### 희망 도서 신청
원하는 자료가 없거나 비치가 필요한 도서는 도서관 홈페이지의 희망도서신청란에 신청하면 자료선정위원회의 심의를 거쳐 구입하여 배치된다. 신청한 희망 도서가 배치되면 SMS문자, E-mail로 한다. 희망도서는 그 주기에 1인 1권씩 신청할 수 있고 연말에 예산부족으로 신청이 이뤄지지 않을 수도 있다.
희망 도서는 다음과 같은 기준에 따라 신청이 거부된다.
- 3년 이전에 발간된 도서 (3년 이내에 발간된 도서에 한에서만 신청해야 한다)
- 이미 소장하고 있는 도서 및 중복 신청된 도서
- 서지사항이 불분명한 도서 (서명, 저자명, 출판사명 등)
- 신판이 출판된 구판도서, 최신성이 떨어지는 도서 (특히 컴퓨터 관련 서적)
- 서양서, 교재 및 전집류, 수험서, 문제집, 워크북, 소형 문고판
- 무협지, 판타지소설, 인터넷소설, 로맨스 소설
- 희귀도서, 미풍양속, 정서에 문제를 유발할 수 있는 유해도서
- 품절되었거나 절판된 도서
- 5만원 이상의 고가의 도서
- 영리 또는 정치 목적의 신청도서를 비롯한 기관의 자료선정기준에 맞지 않는 도서
- 이전에 신청했던 도서를 대출하지 않고서 희망 도서 신청을 한 경우
- 비도서 자료

### 택배 대출
다음 대상에 한해서 무료 택배 대출이 가능하다.
- 서울시 거주 1~2등급 장애인으로 관외대출회원(기존 3~5등급 장애인(시각장애인 및 정신지체장애인 제외)은 계속 이용 가능)
- 국민기초생활보장법에 따른 수급권자, 70세 이상의 경로우대자

택배대출은 도서관 측에서 비용을 지불한다. 이 서비스를 이용하기 위해서는 사전에 미리 신청해야 하며, 최대 5권까지 1개월 동안 빌릴 수 있다. 반납은 일괄 반납할 경우에만 무료로 처리되며 분할 반납할 시 1회만 무료로 처리된다.

### 단체 문고
시간적, 공간적 제약으로 인해 도서관을 방문하기 어려운 장애인 시설이나 국군부대, 기타 단체 등에 정기적으로 도서를 대출해주는 단체(순회)문고를 운영하고 있다. 단체 문고를 이용하려는 단체는 도서관에 문의해야 한다.

## 시설 안내
개포도서관은 2층 건물과 주차장, 휴게실 등으로 구성되어 있다. 건물 1층에는 문헌정보실, 어린이자료실, 시청각실 등이 있고 2층에는 연속간행물실, 일반학습실, 강의실, 디지털자료실 등이 있다. 건물의 지하에는 매점이 있다.

### 문헌정보실
전 주제 분야의 일반도서와 참고자료가 비치되어 있으며 자유롭게 열람 할 수 있다. 단 사전류를 비롯한 참고자료는 대출이 불가능하다. 어린이는 자료 열람은 가능하나 대출은 할 수 없다. 자료복사를 위한 복사기가 비치되어 있다. 그리고 오래되거나 훼손이 되어 관리가 필요한 문서는 서고에 비치하는데 문헌정보실에서 직원에게 문의하면 서고자료를 대출할 수 있다. 2010년 1월 1일 기준으로 약 135,000권의 도서가 비치되어 있다.
문헌정보실의 이용시간은 아래와 같다.
- 평일: 09:00 ~ 22:00
- 주말(토,일): 09:00 ~ 17:00

### 어린이자료실
유아나 초등학생을 위한 자료실로 다양한 그림책과 초등학생 수준의 모든 주제분야의 도서, 영어동화, 어린이신문, 잡지, 각종 참고도서 등이 비치되어 있다. 자료복사 또한 가능하다. 그리고 영화 상영, 영어 스토리텔링, 그림책 읽어주기 등의 행사를 열기도 한다. 2010년 1월 1일 기준으로 약 36,000권의 도서가 비치되어 있다.
어린이실의 이용시간은 아래와 같다.
- 평일(월~금): 09:00 ~ 18:00
- 주 말(토,일): 09:00 ~ 17:00

### 시청각실
시청각실에는 음향 시설과 빔 프로젝터가 설치되어 있어 도서관에서 주관하는 각종 문화 행사를 운영하고 있다. 또한 지역주민들이 다양한 취미활동을 할 수 있도록 문화 교실도 운영하고 있다. 시청각실 옆에 있는 어린이자료실과 연계하여 영상동화 상영 등의 행사를 열기도 하며, 매주 일요일 오후 1시에는 영화 상영 행사를 열고 있다. 전체 좌석수는 48석이다.

### 연속간행물실
국내에서 발행되고 있는 각종 신문, 교양지, 전문지, 사보, 팜플렛 등의 국내외 간행물이 비치되어 있으며 자유롭게 열람할 수 있다. 중학생 이상만 이용할 수 있다. 약 1,000부의 신문, 잡지가 비치되어 있다.
연속간행물실의 이용시간은 아래와 같다.
- 평일(월~금): 09:00 ~ 18:00
- 주말(토,일): 09:00 ~ 17:00

### 디지털자료실
디지털자료실에서는 인터넷과 국가전자도서관 원문 검색, DVD, 비디오 테이프 등의 다양한 멀티미디어 자료를 이용할 수 있다. 개인용 컴퓨터는 총 28대가 비치되어 있다. 개인용 컴퓨터, DVD, 노트북 등의 모든 서비스는 예약을 해야 이용할 수 있다. 2010년 1월 1일 기준으로 약 500개의 비디오 테이프, 2,000 장의 CD, 그리고 4,000 장의 DVD가 비치되어 있다.
디지털자료실의 이용시간은 아래와 같다.
- 평일(월~금) 09:00 ~ 18:00
- 주말(토, 일) 09:00 ~ 17:00
- 1인당 1일 2시간 이상 이용 가능

### 일반학습실
일반학습실에서는 개인이 학습 및 연구를 할 수 있다. 총 192석의 좌석이 구비되어 있으며 중학생 이상만 이용할 수 있다. 1인당 1좌석을 기본으로 하며 도서관 로비에 위치한 안내실에서 번호표를 받은 후에 입실해야 한다. 1시간 이상 그 자리를 비우면 좌석표를 재발행받아야 한다.
일반학습실의 이용시간은 아래와 같다.
- 하절기(3월-10월) 평일 07:00 ~ 23:00 / 주말 09:00 ~ 22:00
- 동절기(11월-2월) 08:00 ~ 23:00 / 주말 08:00 ~ 22:00

### 강의실
강의실은 지역주민의 교양 및 정서함양을 위한 평생교육 및 문화행사를 운영하고 있는 곳이다. 좌석수는 30석이다.

휴게실

### 매점
매점은 도서관 건물의 지하 1층에 있다.

### 야외 휴게실
도서관 옆에는 사람들이 쉴 수 있도록 야외 휴게실이 마련되어 있다. 벤치, 흡연실, 공중전화기가 설치되어 있다.

## 주차
주차는 장애인 주차면을 포함하여 총 17대까지 가능하다. 최소 1시간 무료에 초과하면 10분당 300원씩 요금을 내야 한다. 주차시간은 09:00~18:00이다.

## 연혁
- 1983년 12월 : 도서관 공사 준공(시행자 : 대한주택공사)
- 1984년 3월 28일: 개포도서관 개관
- 1996년 10월 17일: 전자정보실 개설
- 1997년 11월 14일: 웹 서버 설치
- 2003년 2월 28일: 디지털자료실 개설
- 2008년 2월 25일: 어린이실 리모델링 및 새싹실 개설

## 사진 모음

문헌정보실 입구, 개포도서관 로비
개포도서관 로비